# Fonelas
Fonelas er en by og kommune i det sydøstlige Spanien i provinsen Granada. Den har et indbyggertal på 964 (2024) indbyggere.